# Округ Рапаханок (Вирџинија)
Рапаханок (енгл. Rappahannock County) је округ у америчкој савезној држави Вирџинија.

## Демографија
По попису из 2010. године број становника је 7.373, што је 390 (5,6%) становника више него 2000. године.
| Група             | 2000.         | 2010.         |
| Белци             | 6.411 (91,8%) | 6.653 (90,2%) |
| Афроамериканци    | 380 (5,4%)    | 321 (4,4%)    |
| Азијати           | 15 (0,2%)     | 39 (0,5%)     |
| Хиспаноамериканци | 91 (1,3%)     | 228 (3,1%)    |
| Укупно            | 6.983         | 7.373         |